# Мироносицкий, Порфирий Петрович
Порфирий Петрович Мироносицкий (1867—1932) — магистр богословия, преподаватель, церковный композитор, литургист.

## Биография
Родился 10 (22) января 1867 года в селе Мордовский Качим Городищенского уезда Пензенской губернии в семье священника.
В 1881 году окончил Пензенское духовное училище, 1887 году — Пензенскую духовную семинарию, в 1891 году — Казанскую духовную академию со степенью кандидата богословия. С 1891 года работал учителем в начальной школе села Русский Качим.
После защиты 29 мая 1894 года диссертации «Афинагор - христианский апологет II века» (Казань : типо-лит. Имп. ун-та, 1894. — [2], 276, IV с.) получил степень магистра богословия и 27 декабря того же года был причислен сверхштатным сотрудником к канцелярии обер-прокурора Святейшего Синода. С 1 января 1896 года был помощником редактора журнала «Народное образование». Работал в Комиссии по исправлению богослужебных переводов при Синоде, под началом архиепископа Сергия (Страгородского). С 25 марта 1897 года — сверхштатный сотрудник Училищного Совета при Синоде. Был преподавателем Свято-Владимирской церковно-учительской женской школы.
После опубликования «Дневника учителя церковно-приходской школы» (СПб., 1896; 2-е изд. — 1901) получил общероссийскую известность.
В 1914—1915 годах вместе с М. А Остроумовым редактировал газету «Приходской листок».
С 14 мая 1918 по ноябрь 1919 года работал в Театральном отделе Наркомпроса; 2 января 1920 года был утверждён преподавателем церковного пения, с 27 июля того же года — профессором гимнологии и церковно-славянского языка в Петроградском Богословском институте. Также он преподавал церковное пение и церковнославянский язык на богословских курсах второго благочиннического округа. С 22 апреля 1922 года преподавал в классах пения на богословских курсах для взрослых при церкви Св. Андрея Критского бывшей экспедиции заготовления государственных бумаг. С 1925 года был преподавателем греческого и церковнославянского языков и церковного пения на Высших Богословских курсах.
В начале 1930-х годов был преподавателем русского языка Ленинградского техникума путей сообщения.
Как член Александро-Невского братства был арестован 17 февраля 1932 года. Содержался в следственном изоляторе одной из тюрем Ленинграда. Скончался 1 марта 1932 года (или 1933?) от сердечной недостаточности (от сердечного приступа во время допроса). Похоронен на Новодевичьем кладбище.

## Литературная деятельность
П. П. Мироносицкий  — автор работ: «Очерк развития грамотности в с. Мордовском Качиме» (1892), «Школьный Рождественский праздник» (СПб., 1903), «Записки по теории музыки» (СПб.: Синод. тип., 1904. — VIII, 120 с.), «Ноты-буквы: Певческая грамота» (Кн. 1-2. — СПб.: Синодальная тип., 1905; Кн. 1: Для учеников; Кн. 2: Для учителей и самообучения), [«https://viewer.rsl.ru/ru/rsl01003736702?page=1 До-ми-соль: нотная певческая грамота»] (СПб.: Синод. тип., 1906. — 62, [2] с.), «Словечко. Методика обучения чтению и письму с приложением» (1909—1910), «Начала учения музыке» (1912), «Записки по гармонии» (Петроград: Синодальная тип., 1916. — [4], 88 с.).
Перевёл с французского книгу Феликса Мартеля «Быстрый счёт. Правила и упражнения для учащихся» (Санкт-Петербург : Синод. тип., 1909. — 168 с.; 5-е изд. — Петроград : Синод. тип., 1915). Выпущенное Госиздатом в 1923 году издание предназначалось в качестве учебника для школ 1-й и 2-й ступени. Также им была переведена книга Дж. Бейтса «Постановка голоса у детей» (1909; 2-е изд., испр. и доп. — М.: тип. т-ва И. Д. Сытина, 1914. — 48 с.
Он был также автором публикаций:
- Воскресения день: Пасха - Христос Избавитель в песнопениях пасхальной утрени. — СПб.: Синодальная тип., 1912. — 79, [1] с. — (Толковое богослужение; книжка 1-я).
- Пятидесятницу празднуем: тайна пресвятой троицы и утешитель - дух святой в песнопениях недели пятидесятницы. — СПб.: Синодальная типография, 1913. — 63, [1] с. : ноты, табл.  (Толковое богослужение; кн. 2).
- Ясное и сокровенное в богослужебных песнопениях : [Заметки по поводу кн. Н. Нахимова: «Молитвы и песнопения православного молитвослова (для мирян) с пер. на рус. язык, объяснениями и примеч.»]. — СПб.: Синод. тип., 1913. - 54, II с.
- О языке богослужения
- О порядке церковных чтений Евангелия. — Петроград: Синодальная тип., 1916. — 48 с.
- Завет Божий в повествованиях для учащихся детей : Книга для чтения и рассказывания . Ч. 1-2. — Петроград : Синодальная тип., 1916.
- Сборник духовно-музыкальных песнопений